# Karina Raeck
Karina Raeck (* 8. April 1938 in Berlin) ist eine deutsche Bildhauerin, Objektkünstlerin, Landschaftskünstlerin und Fotografin.

## Biografie
Karina Raeck wuchs in Berlin, Wien und Düsseldorf auf. Nach dem Gymnasium studierte sie von 1956 bis 1959 Schauspiel und Ausdruckstanz in Düsseldorf und Hamburg und erhielt anschließend Engagements an den Städtischen Bühnen von Lübeck, Hamburg und Düsseldorf.
In den 1960er Jahren lernte Karina den Bildhauer Hannes Esser kennen und heiratete ihn. Studienreisen von 1961 bis 1968 durch Frankreich, Spanien, Griechenland und Ende 1969 nach Mexiko führten Karina Raeck in die Bereiche der Archäologie und der Mythologie. Das Thema die Ruine als Naturphänomen bewegte Karina Raeck und prägte fortan all ihre künftigen Arbeiten zwischen Gebautem und Gewachsenem. In Griechenland kaufte Karina zusammen mit Hannes Esser ein altes hölzernes Segelschiff, und ohne dass Hannes eine Ahnung von Steuerung desselben hatte, tourten die beiden, mit Hund, Katzen, Hühnern und einer Ziege an Bord, durch die Ägäis. Die besondere Kombination aus Landschaft, Kultur und Historie begleitet von Tradition und Geschichte, das Licht und die Menschen, führten dazu, dass Karina den größten Teil ihres Lebens in Griechenland, ob Athen, Kreta oder auf den Kykladen, lebt.
Seit 1970 ist sie als freischaffende Künstlerin tätig. Karina Raeck arbeitete in den 1960er und frühen 1970er Jahren an Materialcollagen, Fetischen, Fabelwesen und surrealistischen Objet trouvés, sammelte und setzte zusammen. Ausstellungsinstallationen, der „Landschaftsraum/Todesgarten“ in Aachen, „Cimetière“ in Paris 1973 und das Installationsbild „Gesänge des Maldoror“ in Vence 1977, spiegeln diese Schaffensphase wieder.

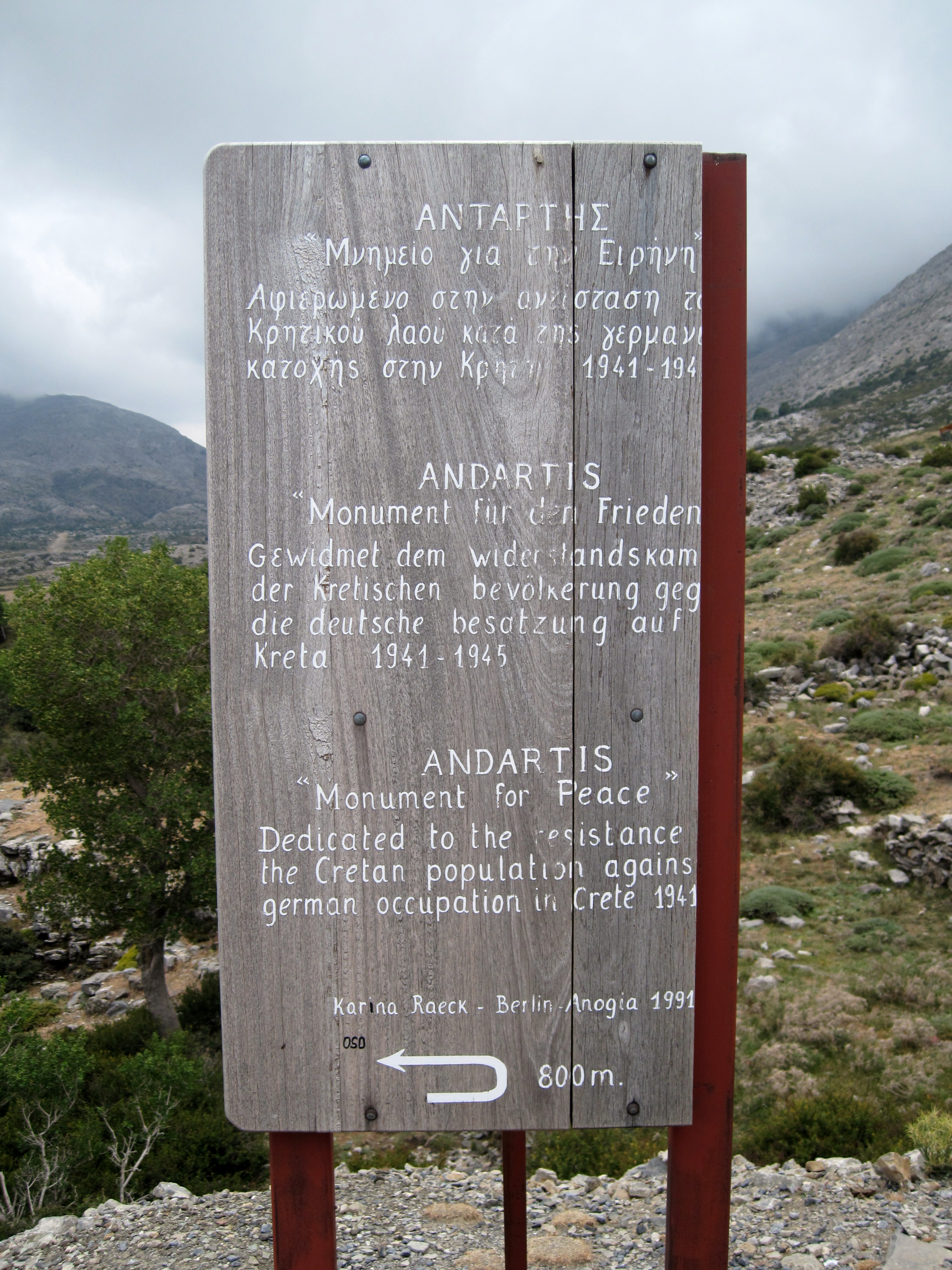
Wegweiser zum „Andartis“

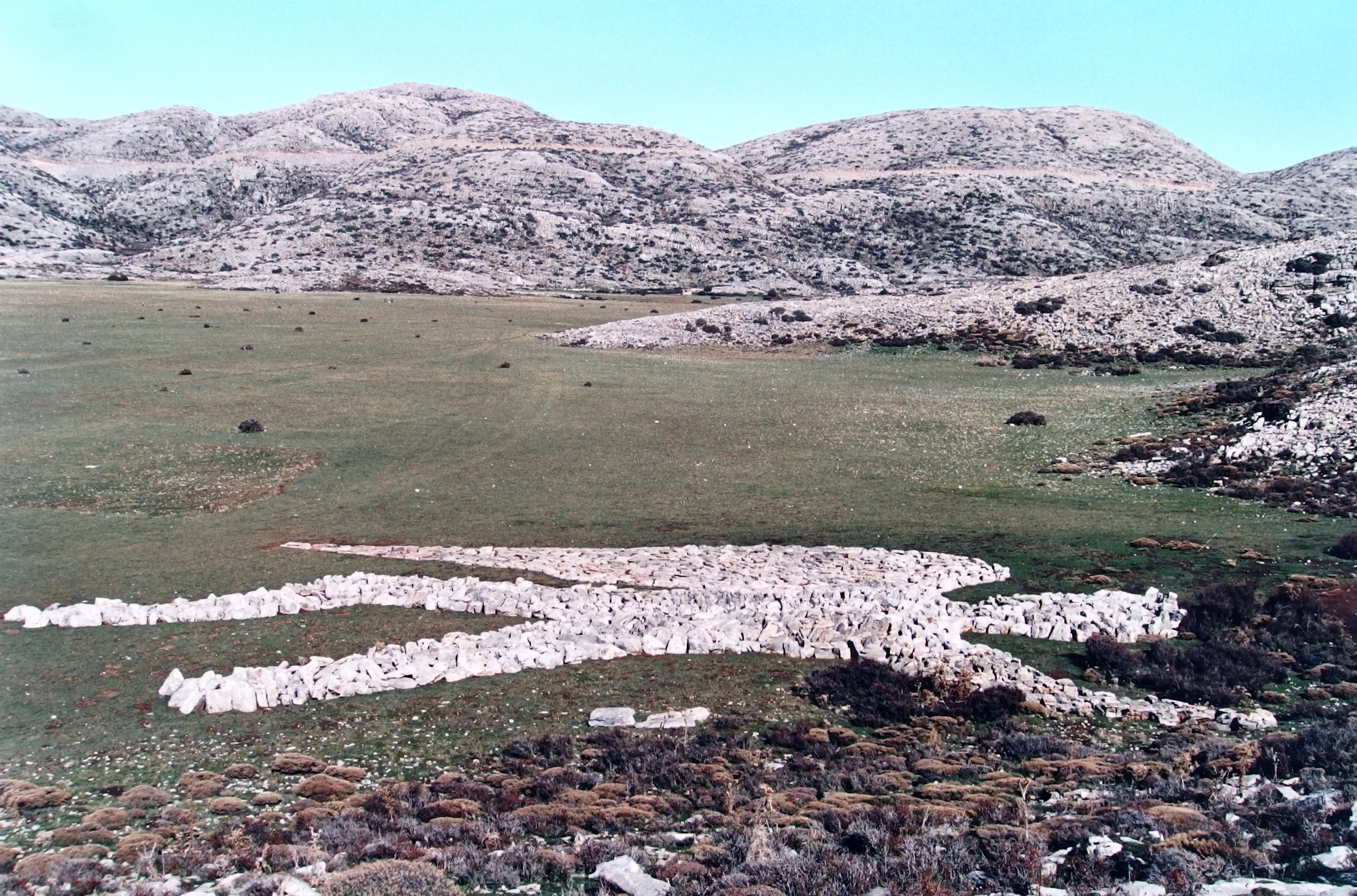
„Andartis“ Mahnmal des Friedens, um 1990

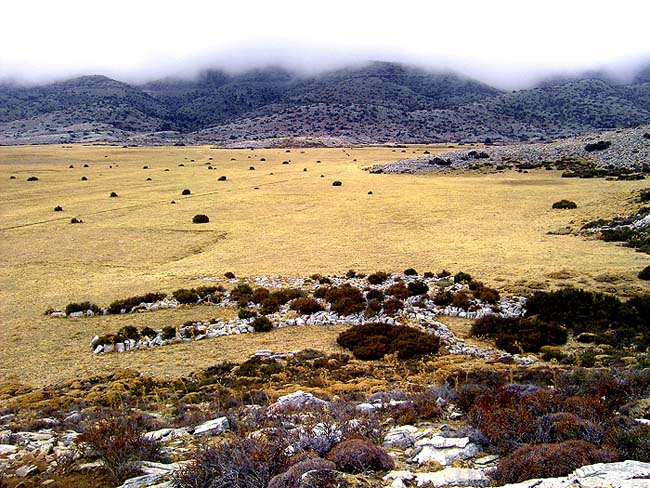
„Andartis“, Nida-Hochebene, Kreta

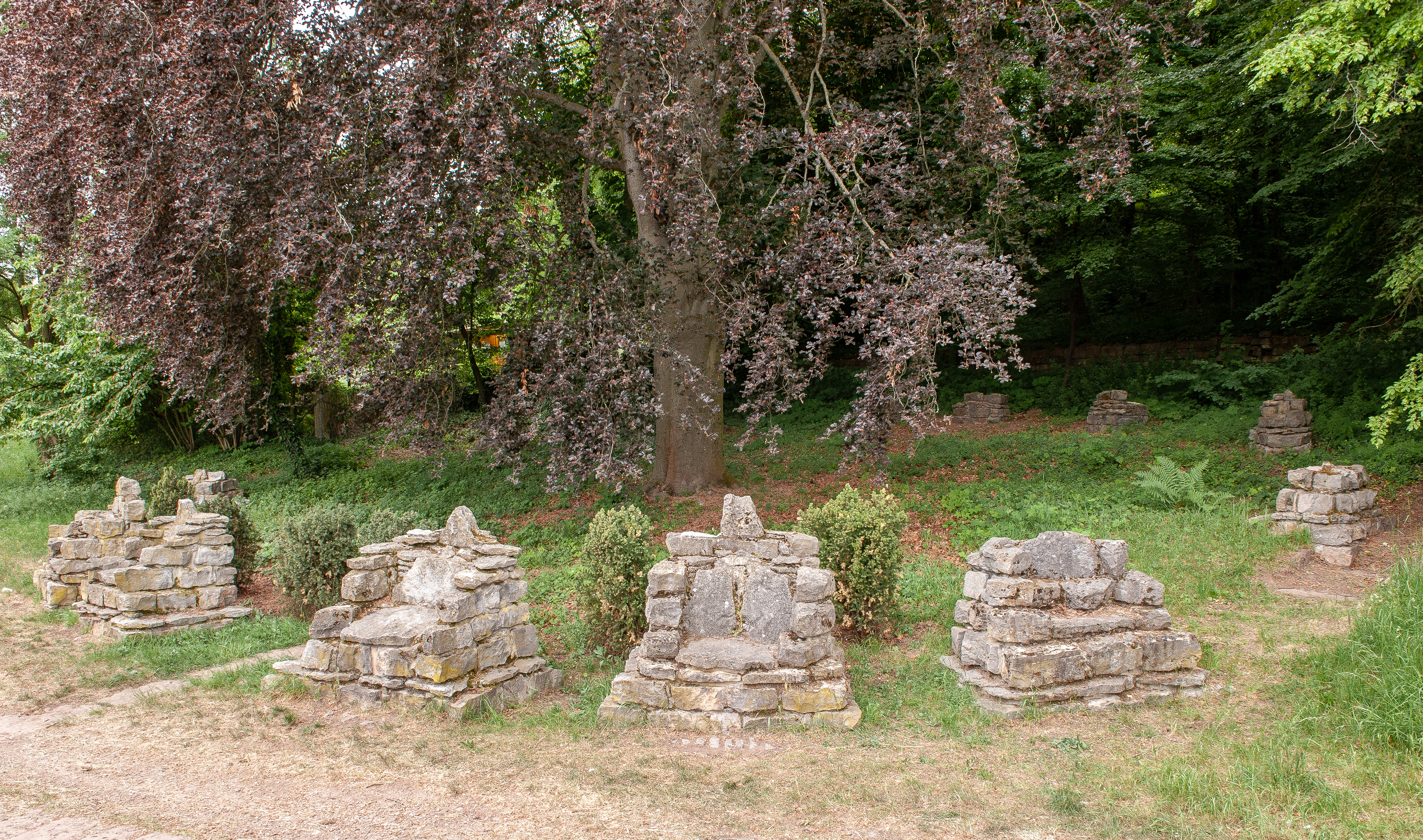
Kunststation „Bei der Buche“, Stuttgart

Ende der 1970er Jahre realisierte sie zahlreiche Landschaftskunstprojekte, baute utopische Architekturen oder Archaik simulierende imaginäre Trümmerlandschaften aus verschiedenen Materialien und entwickelte eine neue Formen der Kunst. 1976 bis 1978 nahm Karina Raeck an den Sommersymposien „Kunst-Landschaft“ der Galerie Falazik in der Lüneburger Heide teil. Hier wurden Künstler eingeladen, die in und mit der Landschaft arbeiten. Zunächst ohne festgelegte Intention ergab es sich, dass einige der Außenarbeiten, vorzugsweise jene aus Stein, Stahl oder mit Erdreich, über Jahre Bestand hatten.
In fotodokumentarischer Gemeinschaftsarbeit mit ihrem Freund Gary Rieveschl (* 1943) entstanden 1978 bis 1982 bei Stadtwanderungen durch die Geschichtswelten des alten West-Berlins Schwarzweißfotografien. Auf dem Gelände des ehemaligen Anhalter Güterbahnhofs und heutigen Berliner Technikmuseums breitete sich jahrzehntelang eine „Kohlenhaldenlandschaft“ aus, die eiserne Reserve Berlins. Nach der Berlin-Blockade vom Westen aus der Niederlausitz erworben und von Ostberliner Arbeitern mühevoll errichtet, zerfiel dieses Denkmal unbedacht und ungenutzt; ein Erosionsprozess im Dialog zwischen Struktur und Chaos. Mitten durch die Bernauer Straße hindurch verlief die Berliner Mauer. Bis 1961 war die Bernauer Straße eine innerstädtische Wohnstraße, doch nachdem man die Fenster hastig zugemauert hatte, um die Menschen an der Flucht aus der DDR zu hindern, verlief die Grenzen mitten durch die Straße: die Häuser auf der Ostseite, der Gehsteig schon Westgebiet. Karina Raeck und Gary Rieveschl konfrontieren den Betrachter mit Relikten einer zerbrochenen Metropole und zeigen den durch die Grenzmauer zerschnittenen Innenstadtbereich in einer Periode der Stagnation jener Jahre eine Archäologie der jüngsten Vergangenheit.
Weitere stadtarchäologische Spurensicherungen der jüngsten Vergangenheit in West-Berlin folgten in den Jahren bis 1986. Aus den Abbruchziegeln Nachkrieg-West entstand 1979 die „Versunkene Kultstätte“ im Skulpturengarten am Funkturm, Berlin-Charlottenburg. 1983 veranstaltete der Deutsche Künstlerbund eine große Ausstellung mit gleichzeitiger Bespielung der Nationalgalerie und des Martin-Gropius-Baus. In der Nordrotunde des Martin-Gropius-Baus baute Karina Raeck ihren „Konsum-Kenotaphen“ auf. 1985 gestaltete Karina im Britzer Garten, anlässlich der BUGA, den versteinerten „Libellenthron“, ein Monument aus Kalktuff. Nicht alle Besucher gehen bis heute pfleglich mit dem Britzer Garten um. Zurzeit wird der versteinerte „Libellenthron“ von Karina Raeck offenbar als Steinbruch verwendet.
Von 1986 bis 1988 erwanderte Karina Raeck die kretischen Gebirgsdörfer und entwickelte die Idee für eine Landschaftsskulptur, einem Monument für den Frieden, welches dem Widerstandskampf der Kreter gegen die deutsche Besatzung im Zweiten Weltkrieg gewidmet sein sollte. Sie erhielt ein Arbeitsstipendium vom Senator für kulturelle Angelegenheiten in Berlin und Gelder durch eine private Spendenaktion, initiiert durch Professor Stefanie Endlich und Rainer Höynck. Von 1989 bis 1991 schuf die Landschaftskünstlerin, in Zusammenarbeit mit den Bewohnern des Dorfes Anogia und insbesondere mit den Schäfern der kretischen Nida-Hochebene, den „Andartis“. In den zwei Jahren wurden ca. 5.000 Natursteine für das 32 Meter lange sowie 9 Meter breite Kunstwerk, den „Partisan des Friedens“, das Abbild eines beflügelten Partisan, zusammengetragen. Viele der verwendeten Felsen waren während des Krieges auf der Nida-Hochebene verteilt worden, um das Landen deutscher Flugzeuge zu verhindern. 1990 wurde zu „Andartis“ ein Dokumentarfilm von Klaus Salge, Berlin, und Sakis Maniatis, Athen, im Auftrag des SFB gedreht. Am 23. Juni 1991 wurde der „Andartis“ auf der Nida-Hochebene an der Nordseite des Psiloritis eingeweiht.
Zur Internationalen Gartenbauausstellung 1993 (IGA '93) in der Parklandschaft des Grünen U in auf dem Wartberggelände in Stuttgart errichtete Karina Raeck die Kunststation „Bei der Buche“. Die Baumkrone einer mächtigen Blutbuche wird durch einen Kreis von Steinthronen und Thronfragmenten auf der Erde nachgezeichnet. „Diese »versteinerten Wächter«, Observatorien über eine historische Landschaft […] sollen den verlorengegangenen Dialog in unserer Zeit zwischen Gebautem und Gewachsenem wieder lebendig werden lassen“ (Karina Raeck, 1993).
Mit „Erd-Mal“ ordnete Karina Raeck um drei Eschen ca. 80 cm hohe Erdwälle und eine ca. 2 m hohen Pyramide, mit Kalkmergelschutt und nährstoffarme Erde, konzentrisch an. Das Kunstökologisches Landschaftsprojekt fand 1994 bis 1995 in Unna statt. Insgesamt erstreckt sich das „Erd-Mal“ auf eine Fläche von ca. 35 mal 40 m und ist mit Wildkräutern bewachsen.
Ab 1998 realisierte Karina Raeck Partizipationsprojekte im Austausch mit Athener und Berliner Schulen: 1999 „Im Labyrinth der Schildkröte“ an der Gesamtschule Finsterwalde, Niederlausitz, in Zusammenarbeit mit dem Landschaftsplanungsbüro E.F.E.U. Berlin. Ab 2002 „Im Irrgarten des Minotaurus“ an der Gesamtschule Templiner Straße, Berlin Prenzlauerberg, „Babylon“ eine Architekturskulptur, Gesamtschule Schönhauser Allee, Berlin, „Steintheater“, Grundschule Zepernick, in Zusammenarbeit mit dem Landschaftsarchitekt Hartmut Solmsdorf. Und 2006 bis 2007 das Architekturmonument „Orama Ilion -Trojanischer Steinring“ in Zusammenarbeit mit E.F.E.U. und der LIFE-Organisation Athen auf dem Schulhof des Heinrich-Schliemann-Gymnasiums, Berlin, sowie den Entwurf und die künstlerische Bauleitung für einen „Wasserlauf“ durch die amphittheatralischen Kalksteinstufen des Schulhofs Homer Grundschule, Berlin.
„I Mnimi tou Dendrou – Das Gedächtnis des Baumes“ so lautet der Titel des Projekts über die Feuerkatastrophe 1998 in den attischen Hügelketten von Karina Raeck. Im Rahmen des EC–Art Festivals, dokumentierte sie in 2008 ihre Suche nach Spuren des Lebens auf den verbrannten Bergen Pendeli und Hymettos. Im selben Jahr erhielt Karina Raeck den Deutschen Kritikerpreis im Bereich „Bildende Kunst“. 2010 erhielt sie ein Stipendium der Künstlerresidenz „Villa Fontaine“ in Antibes, Südfrankreich und erstellte während des Aufenthalts die Fotodokumentation „Vision Antipolis - Archäologie einer imaginären Stadt“.
Reisen führten sie immer wieder nach Griechenland und Südfrankreich. Nach langem Aufenthalt in Berlin lebt und arbeitet Karina Raeck heute wieder auf Kreta.

## Ausstellungen und Installationen
- 1970: Karina Raeck Einzelausstellung, Galerie Wendtorf und Svetec, Düsseldorf
- 1973: Karina Raeck Einzelausstellung, Neue Galerie, Aachen
- 1973: Landschaftsraum/Todesgarten, Neue Galerie, Sammlung Ludwig, Aachen
- 1973: Cimetière, 8. Biennale de Paris, Musée dʻArt Moderne, Paris
- 1975: Bühnengestaltung Jeunes barbares d'aujourd'hui, Théâtre Mouffetard, Paris[13]
- 1977 Gesänge des Maldoror, Galerie Alphonse Chave, Vence, Südfrankreich
- 1979: Versunkene Ruinenstätte, Skulpturengarten am Funkturm Berlin
- 1981: Visionäre Architekturskulpture, Stadtmuseum Düsseldorf
- 1982: Denkmal für eine versinkende Stadt, Gemeinschaftsausstellung
- 1982: Vergangenheit-Gegenwart-Zukunft, Württembergischer Kunstverein, Stuttgart
- 1983: Akropolis Rauminstallation, Gemeinschaftsausstellung
- 1983: Konsum-Kenotaph in der Jahresausstellung des Deutschen Künstlerbundes, Martin-Gropius-Bau Berlin-Kreuzberg
- 1983: Ziegelwüste Rauminstallation,
- 1984: Kunstlandschaft Bundesrepublik Kunstverein Pforzheim
- 1984: Montagne Sucrale Rauminstallation, Berlin-Monat in Brüssel, Raffinerie du Plan K., Brüssel
- 1985: Metropolis – Umfeld Bethanien, Künstlerhaus Bethanien, Berlin
- 1985: „Versteinerter Libellenthron“, Bundesgartenschau 85, Berlin
- 1986: Der Wundergarten Pratolino, Stipendium Villa Romana, internationales Parklandschaftsprojekt, Florenz
- 1993: Buchenheiligtum, Parklandschaftsprojekt, Internationale Gartenschau, IGA 93 Stuttgart
- 1994: Erd-Mal Kunstökologisches Landschaftsprojekt, Unna, Westphalen
- 1994/95: Schlangenhof Tucholskystrasse, Kunstökologisches Hofprojekt, Berlin-Mitte
- 1995: Andartis – Monument für den Frieden Fotodokumentationsausstellung und Buchpräsentation, Stadtmuseum Düsseldorf
- 1997: Andartis – Monument für den Frieden Wanderausstellung nach Chania, Kreta und Kulturzentrum „GAZI“, Athen
- 1999: Im Labyrinth der Schildkröte Gesamtschule Finsterwalde, Niederlausitz, in Zusammenarbeit mit dem Landschaftsplanungsbüro E.F.E.U. Berlin.
- 2000: Verschollene Zeit – Archäologie der jüngsten Vergangenheit Fotodokumentation, Galerie Bodo Niemann, Berlin.
- 2003: Versteinerte Wasserschlange Landschaftsskulptur, Internationale Gartenschau, Rostock
- 2002: Ruinengarten Pompeji, Hausgemeinschaft „Fehre 8“, Berlin-Prenzlauer Berg
- 2006: Die Mauern und der Schatz des Priamos Kunst im öffentlichen Raum in Berlin-Pankow, Berlin
- 2008: Gleisdreieck 1978 Fotografien von Karina Raeck und Gary Rieveschl, Deutsches Technikmuseum Berlin[14]
- 2008: I Mnimi tou Dendrou – Das Gedächtnis des Baumes, Fotodokumentation, Dänisches archäologisches Kulturinstitut, Athen
- 2009: De Dada à demain – Lʻesprit Chave Ausstellungsbeteiligung, Fondation Emile Hugues, Chateau de Villeneuve, Vence
- 2012: Die Bernauer Straße – Fotografien von Karina Raeck und Gary Rieveschl, Gedenkstätte Berliner Mauer
- 2014: Geocreating Gruppenausstellung, Foto und Text Andartis – Monument für den Frieden in der Agios Marcos Basilica, Heraklion, Kreta
- 2014: Erinnerungen eines Baumes, Fotodokumentation der Waldbrandtkatastrophen Athen, Tag des offenen Denkmals[15]
- 2014: Farbe in der Kunst – Sprache des Lichts, Gemeinschaftsausstellung, Künstlerhaus 19, Berlin-Schlachtensee